# The Wiz
The Wiz er en musical fra 1978, lavet af folkene fra Mowtown Productions. Musicallen er ment som en amerikansk fortolkning af L. Frank Baums historie om Troldmanden fra Oz.
| Musik | Spire Denne musikartikel er en spire som bør udbygges. Du er velkommen til at hjælpe Wikipedia ved at udvide den. |